# Josep Sardá
Josep Sardá  (Premiá de Mar, 27 de octubre de 1972) es un expiloto de motociclismo español, que compitió en el Campeonato del Mundo de Motociclismo entre 1993 y 1998 en la cilindrada de 125 c.c. Entre otro éxitos destacados, Sardá ganó la edición del 2006 de las 24 horas Motociclistas de Cataluña, formando equipo con Salvador Cabana y Víctor Casas.

## Resultados en el Campeonato del Mundo
Sistema de puntuación de 1993 hasta 2022:
| Posición | 1.º | 2.º | 3.º | 4.º | 5.º | 6.º | 7.º | 8.º | 9.º | 10.º | 11.º | 12.º | 13.º | 14.º | 15.º |
| Puntos   | 25  | 20  | 16  | 13  | 11  | 10  | 9   | 8   | 7   | 6    | 5    | 4    | 3    | 2    | 1    |

### Carreras por año
| Año  | Cat.  | Moto  | 1      | 2      | 3      | 4      | 5       | 6       | 7       | 8       | 9       | 10     | 11      | 12      | 13      | 14     | 15     | Ptos. | Pos. |
| ---- | ----- | ----- | ------ | ------ | ------ | ------ | ------- | ------- | ------- | ------- | ------- | ------ | ------- | ------- | ------- | ------ | ------ | ----- | ---- |
| 1993 | 125cc | Honda | AUS -  | MAL -  | JPN -  | ESP -  | AUT -   | GER -   | NED -   | EUR Ret | RSM -   | GBR -  | CZE -   | ITA -   | USA -   | FIM -  |        | 0     | -    |
| 1995 | 125cc | Honda | AUS -  | MAL -  | JPN -  | SPA 22 | GER -   | ITA 15  | NED 15  | FRA Ret | GBR Ret | CZE 16 | BRA 16  | ARG Ret | EUR -   |        |        | 2     | 30.º |
| 1996 | 125cc | Honda | MAL 19 | IND 19 | JPN 16 | SPA 16 | ITA 17  | FRA Ret | NED Ret | GER 13  | GBR Ret | AUT 14 | CZE -   | IMO Ret | CAT Ret | BRA 13 | AUS -  | 8     | 25.º |
| 1997 | 125cc | Honda | MAL 15 | JPN 19 | SPA 26 | ITA 19 | AUT Ret | FRA 14  | NED Ret | IMO Ret | GER Ret | BRA 19 | GBR Ret | CZE 18  | CAT Ret | INA 19 | AUS 18 | 3     | 27.º |
| 1998 | 125cc | Honda | JPN -  | MAL -  | SPA -  | ITA -  | FRA -   | MAD 17  | NED -   | GBR -   | GER -   | CZE -  | IMO -   | CAT 23  | AUS -   | ARG -  |        | 0     | -    |

| Color     | Resultado                                                               |
| --------- | ----------------------------------------------------------------------- |
| Oro       | Ganador                                                                 |
| Plata     | 2.ª plaza                                                               |
| Bronce    | 3.ª plaza                                                               |
| Verde     | Finalizó en los puntos                                                  |
| Azul      | Finalizó sin puntos                                                     |
| Azul      | NC - No clasificado                                                     |
| Violeta   | Ret - No terminó (Carrera)                                              |
| Rojo      | DNQ - No se clasificó                                                   |
| Negro     | DSQ - Descalificado                                                     |
| Blanco    | DNS - No empezó (carrera)                                               |
| Blanco    | WD - Retirado (fin de semana)                                           |
| Blanco    | C - Carrera cancelada                                                   |
| Sin color | DNP - Inscrito pero no participó                                        |
| Sin color | INJ - Lesionado                                                         |
| Sin color | EX - Excluido                                                           |
| Estado    | Resultado                                                               |
| Negrita   | Pole position                                                           |
| Cursiva   | Vuelta rápida                                                           |
| †         | Abandona, pero clasifica al completar el porcentaje requerido para ello |